# 落語シリーズ
『落語シリーズ』（らくごシリーズ）は、大倉崇裕による日本の推理小説のシリーズ。

## 概要
デビュー短編「三人目の幽霊」から始まったシリーズ。第2作「七度狐」は、本格ミステリ大賞最終候補作となった。
落語専門誌『季刊落語』編集部の編集長・牧が探偵役を、新米編集者・間宮がワトソン役となり、身の回りで起こる事件などを解決していく。作中で起こる事件は、一門同士の諍いや、名跡を誰に継がせるかというような内輪の話まで様々。

## 『季刊落語』
年4回、落語に関する様々な話題を掲載する専門誌。真打の高座批評、名人へのインタビュー、全国各地で催される寄席の演しもの一覧など。
編集部は総勢2名の小さな部署。季刊なので、1冊の刊行を終えた後などは暇な時期もあるが、校正や取材など、残業が続く日々もある。

## 登場人物
間宮 緑（まみや みどり）
本に関わる仕事をしたくて、大学卒業後、憧れていた出版社「世界堂」に就職したが、研修を終えた後、「季刊落語」編集部配属の辞令が下る。それまで、落語というものを一度も聴いたことがなかったため、一度は辞職まで考えたが、牧の気さくな人柄で気持ちがほぐれ、迷いがなくなった。配属直後は、寄席で一日を過ごす日々が続いた。現在では毎日寄席に通い、落語漬けの日々を送っている。牧の鋭い洞察力に舌を巻く。
牧 大路（まき おおみち）
「季刊落語」編集長。入社以来30年間「季刊落語」一筋、55歳になるベテラン。おむすびのようにふっくらとした顔、笑うと一本線になる目、禿げ上がった頭部を隠すかのようなグレーのベレー帽が特徴的。白髪交じりの上品な口髭。痩せた福の神のような風貌。並外れた観察力と洞察力を持つ。自分が聴きたい噺があると、仕事を放り出して寄席巡りを始めてしまう。

## シリーズ一覧
単行本は東京創元社の創元クライム・クラブから、文庫本は創元推理文庫から刊行されている。
- 三人目の幽霊
  - 収録作品：「三人目の幽霊」「不機嫌なソムリエ」「三鶯荘奇談」「崩壊する喫茶店」「患う時計」
  - 単行本：2001年5月発行、ISBN 4-488-01286-8、解説：村上貴史
  - 文庫本：2007年6月15日発行、ISBN 978-4-488-47001-2、解説：佳多山大地
- 七度狐
  - 作者初の長編作品。
  - 単行本：2003年7月30日発行、ISBN 978-4-488-01292-2
  - 文庫本：2009年7月17日発行、ISBN 978-4-488-47003-6、解説：霞流一
- やさしい死神
  - 収録作品：「やさしい死神」「無口な噺家」「幻の婚礼」「へそを曲げた噺家」「紙切り騒動」
  - 単行本：2005年1月20日発行、ISBN 978-4-488-01204-5
  - 文庫本：2011年3月18日発行、ISBN 978-4-488-47004-3、解説：村上貴史

## 関連作品・関連シリーズ
- オチケンシリーズ - 同作者による落語を題材とした作品。